# Don Murray
Don Murray   (Hollywood, 31 de juliol de 1929 - Goleta, 2 de febrer de 2024) va ser un actor, guionista, director de cinema i productor estatunidenc.

## Biografia
Va néixer a Hollywood i va anar a l'escola secundària d'East Rockaway, a Nova York, on va jugar a futbol americà. De l'escola secundària se'n va anar a l'Acadèmia Americana d'Art Dramàtic.
Va fer de senador dels Estats Units a Advise and Consent (1961), una versió cinematogràfica de la novel·la guanyadora del premi Pulitzer, que va ser dirigida per Otto Preminger i amb Murray com a tercer actor darrere de Henry Fonda i Charles Laughton. També va coprotagonitzar al costat de Steve McQueen la pel·lícula Baby the Rain Must Fall (1965) i va interpretar el paper de Wild Bill Hickok en el western The Plainsman (1966) i al governador Breck a Conquest of the Planet of the Apes. Ja en la seva maduresa, va participar en la pel·lícula de Francis Ford Coppola Peggy Sue es va casar i en la comèdia eròtica de John Derek Els fantasmes no poden fer-ho  (1989), amb Bo Derek, Anthony Quinn i Julie Newmar.
Una de les seves millors interpretacions va ser la del sergent Jack Leland a Police Story: Confessions of a Lady Cop dirigida per Lee H. Katzin. També va ser part del repartiments de Knots Landing (1979-1981) i d'A Brand New Life (1989-1990). Com a actor convidat va passar per Armes invencibles, Hallmark Hall of Fame i T.J. Hooker
Murray va tenir una llarga i variada carrera a la televisió, incloent el seu paper de Jamal David, en la sèrie de l'oest The Outcasts, que es va emetre entre 1968 i 1969 a ABC. Entre les seves millors pel·lícules per a la televisió, s'inclouen el western The Intruders (1970), A Girl Named Sooner (1975), en el paper d'un xèrif disposat a ajudar una nena que va ser abandonada per la seva família.

## Filmografia

### Actor
| - 1956: Bus Stop: Beauregard 'Bo' Decker - 1957: La nit dels marits (The Bachelor Party): Charlie Samson - 1957: A Hatful of Rain: Johnny Pope - 1958: De l'infern a Texas (From Hell to Texas): Tod Lohman - 1959: These Thousand Hills: Lat' Evans - 1959: Shake Hands with the Devil: Kerry O'Shea - 1960: One Foot in Hell: Dan - 1961: Hoodlum Priest: pare Charles Dismas Clark - 1962: Advise & Consent: Senador Brigham Anderson - 1962: Escape from East Berlin: Kurt Schröder - 1964: One Man's Way: Norman Vincent Peale - 1965: Baby the Rain Must Fall: Diputat xèrif Slim - 1966: Kid Rodelo: Kid Rodelo - 1966: The Plainsman: Wild Bill Hickok - 1967: Sweet Love, Bitter: David Hillary - 1967: The Viking Queen: Justinian - 1969: Childish Things: Tom Harris - 1971: Per molts anys, Wanda June (Happy Birthday, Wanda June): Herb Shuttle - 1972: Justin Morgan Had a Horse: Justin Morgan - 1972: Conquest of the Planet of the Apes: Gov. Breck - 1973: Cotter: Cotter - 1976: Deadly Hero: Lacy - 1981: Endless Love de Franco Zeffirelli: Hugh Butterfield - 1983: I Am the Cheese: David Farmer / Anthony Delmonte - 1985: Radioactive Dreams: Dash Hammer - 1986: Peggy Sue es va casar (Peggy Sue Got Married): Jack Kelcher - 1986: Scorpion: Gifford Leese - 1987: Made in Heaven: Ben Chandler - 1990: Ghosts Can't Do It: Winston - 2001: Island Prey: Parker Gaits - 2001: Elvis Is Alive | - 1967: The Borgia Stick (Telefilm): Tom Harrison - 1968-1969: The Outcasts (Sèrie TV): Earl Corey - 1969: Daughter of the Mind (Telefilm): Dr. Alex Lauder - 1970: The Intruders (Telefilm): Sam Garrison - 1973 i 1975: Police Story (Sèrie TV): Jack Bonner - 1974: The Girl on the Late, Late Show (Telefilm): William Martin - 1974: The Sex Symbol (Telefilm): Senador Grant O'Neal - 1975: A Girl Named Sooner (Telefilm): xèrif Phil Rotteman - 1977: How the West Was won (Fulletó TV): Anderson - 1978: Rainbow (Telefilm): Frank Gumm - 1979: Crisis in Mid-air (Telefilm): Adam Travis - 1979 - 1981: Knots Landing (Sèrie TV): Sid Fairgate - 1980: If Things Were Different (Telefilm): Robert Langford - 1980: The Boy Who Drank Too Much (Telefilm): Ken Saunders - 1980: Police Story: Confessions of a Lady Cop (Telefilm): Sergent Jack Leland - 1980: Fugitive Family (Telefilm): Peter Ritchie - 1981: Return of the Rebels (Telefilm): Sonny morgan - 1983: Thursday's Child (Telefilm): Parker Alden - 1983: Branagan and Mapes (Telefilm): Dan Branagan - 1983: Quarterback Princess (Telefilm): Ralph Maida - 1984: A Touch of Scandal (Telefilm): Benjamin Gilvey - 1984: License to Kill (Telefilm): Tom Fiske - 1986: Something in Common (Telefilm): Theo Fontana - 1986: T.J. Hooker (Sèrie TV) - 1987: Stillwatch (Telefilm): Sam Kingsley - 1987: Mistress (Telefilm): Wyn - 1987: Matlock (Sèrie TV): Albert Gordon - 1987: The Stepford Children (Telefilm): Steven Harding - 1987: Hôtel (Sèrie TV): Sam Burton - 1989 - 1990: A Brand New Life (Sèrie TV): Roger Gibbons - 1989- 1993: ABC Afterschool Specials (Sèrie TV): Frank Morrow - 1989: My Dad Can't Be Crazy... Can He? (Telefilm): Jack Karpinsky - 1991: Sons and Daughters (Sèrie TV): Bing Hammersmith - 1993: Murder She Wrote (Sèrie TV): Wally Hampton - 1995: Wings (Sèrie TV): Dad - 1996: Hearts Adrift (Telefilm): Lloyd Raines - 1996: The Single Guy (Sèrie TV): Chip Bremley - 1998: Mr. Headmistress (Telefilm): Un periodista - 1999: Soldier of Fortune,Inc (Sèrie TV): John James |

### Guionista
- 1961: Hoodlum Priest
- 1969: Childish Things
- 2001: Elvis Is Alive

### Director
- 1970: The Cross and the Switchblade
- 1976: Damien's Island

### Productor
- 1961: Hoodlum Priest
- 1969: Childish Things
- 1974: Moving On